# Tony Cascarino
Anthony Guy „Tony“ Cascarino (* 1. September 1962 in St. Paul’s Cray, Orpington, Kent, England) ist ein ehemaliger irischer Fußballspieler. Der vor allem kopfballstarke Mittelstürmer spielte in den 1980er- und 1990er-Jahren für verschiedene britische und französische Vereine und kam in der Zeit zwischen 1985 und 1999 für die irische Nationalmannschaft in 88 Länderspielen zum Einsatz.

## Sportlicher Werdegang
In jungen Jahren deutete bei Tony Cascarino wenig auf eine Karriere als Profifußballspieler hin, als er in seinen späten Teenager-Jahren für den kleinen Verein mit dem Namen FC Crockenhill in der Kent Counties League spielte und einen vergeblichen Versuch hinter sich gebracht hatte, den FC Millwall von seinen Fähigkeiten zu überzeugen. Als sich ihm schließlich im Jahre 1982 die Chance zu einem Wechsel zum FC Gillingham bot, gab Cascarino eine „bürgerliche“ Karriere als Friseur auf. Besonders beachtenswert war dabei die Art der Aufwandsentschädigung, die der FC Crockenhill erhielt – anstelle einer Ablösesumme wechselten im Januar 1982 lediglich ein Satz neuer Trainingsanzüge (im Wert von circa 120 Pfund) und Wellblech zur Ausbesserung des Stadions den Besitzer.

### Aufstieg aus den unteren Klassen (1982–1990)
In der Rückrunde der Saison 1981/82 kam Cascarino für den drittklassigen FC Gillingham auf Anhieb auf 24 Ligaspiele. Sein erstes Profispiel absolvierte er im Februar 1982 beim FC Burnley und den ersten Treffer erzielte er während seines dritten Einsatzes bei einem 6:1-Sieg gegen den FC Wimbledon. Fünf weitere Spielzeiten verbrachte Cascarino in der englischen Third Division. Er entwickelte sich dort zu einem beständigen Torjäger und trotz seiner Zugehörigkeit zu einem drittklassigen Verein kam er zudem am 11. September 1985 gegen die Schweiz zu seinem ersten Länderspiel für die irische Auswahl (das Qualifikationsspiel für die WM 1986 in Mexiko endete mit 0:0 Toren). Höhepunkte während seiner Zeit beim FC Gillingham waren das FA-Cup-Duell gegen den FC Everton in der Spielzeit 1983/84 – die Partie gegen den Erstligisten ging erst nach zwei Wiederholungsspielen verloren – und der Meisterschaftsendspurt in der Saison 1986/87, als das Siegtor von Cascarino gegen die Bolton Wanderers den FC Gillingham in die Play-off-Spiele zum Aufstieg in die Second Division führte. In den letzten Spielen für die „Gills“ scheiterte Cascarino mit seiner Mannschaft nach einem Sieg im Play-off-Halbfinale gegen den FC Sunderland schließlich an Swindon Town.
Für 225.000 Pfund schloss sich Cascarino im Juni 1987 dem FC Millwall an. Er erfüllte sich damit im zweiten Anlauf einen Kindheitstraum, da er diesem Verein seit frühester Kindheit angehangen hatte. Er debütierte am 15. August 1987 für den Zweitligisten bei einem 1:1-Auswärtsremis beim FC Middlesbrough und avancierte mit 20 Ligatoren in der Spielzeit 1987/88 zu einem zentralen Spieler in der Mannschaft, der schließlich zum Saisonende der Aufstieg in die höchste englische Spielklasse gelang. Seine gute Form sorgte zudem dafür, dass er nach einer zweieinhalbjährigen Abwesenheit ab Mai 1988 wieder Teil der irischen Nationalmannschaft war und dann auch in den Kader für die Euro 1988 in Deutschland berufen wurde. Im Turnier selbst kam er jedoch als Einwechselspieler für Frank Stapleton in der jeweiligen Schlussphase nur zu zwei Kurzeinsätzen gegen die UdSSR und die Niederlande.
Der FC Millwall stand mit Cascarino in seiner ersten Erstligasaison in der über hundertjährigen Vereinsgeschichte und konnte sich in dieser Premierenspielzeit 1988/89 auf dem zehnten Platz im gesicherten Mittelfeld einreihen. Cascarino steuerte 13 Treffer zu diesem Erfolg bei. Neun weitere Treffer des Stürmers konnten dann jedoch den Absturz ans Tabellenende nicht verhindern und noch vor Ablauf der Saison 1989/90 wechselte Cascarino im März 1990 zu  Aston Villa.

### Aston Villa (1990–1991)
In den verbleibenden Saisonspielen kam Cascarino noch auf zehn Spiele und konnte mit seinem neuen Verein die Vizemeisterschaft gewinnen. Es folgte bei der WM 1990 in Italien Cascarinos erster Einsatz in einem Weltmeisterschaftsturnier. Bei den ersten beiden Gruppenspielen gegen England und Ägypten stand er jeweils in der Startformation. Diesen Stammplatz verlor er danach aber wieder und wurde sowohl im letzten Gruppenspiel gegen die Niederlande als auch in den K.-o.-Spielen gegen Rumänien und zuletzt Italien erst im Verlauf des Spiels eingewechselt. Er verwandelte dabei im Achtelfinale einen Strafstoß während des letztlich erfolgreichen Elfmeterschießens, bevor er dann mit seiner Mannschaft im Viertelfinale dem Gastgeber mit 0:1 unterlegen war.
Die Spielzeit 1990/91 entwickelte sich für Cascarino und Aston Villa enttäuschend. Der amtierende Vizemeister stürzte unter dem neuen Trainer Jozef Vengloš in den Tabellenkeller ab und die neun Saisontore sollten für Cascarino die letzten im weinrot-himmelblauen Dress sein.

### Celtic und Chelsea (1991–1994)
Zur Spielzeit 1991/92 wechselte Cascarino nach Schottland zu Celtic Glasgow. Der Aufenthalt dort sollte jedoch nur von kurzer Dauer sein. Obwohl er insgesamt 24 Ligaspiele in kurzer Zeit absolvierte, fand er mit nur vier Toren nie zu einer guten Leistung in der Celtic-Mannschaft, die zu diesem Zeitpunkt zudem deutlich im Schatten des Lokalrivalen Glasgow Rangers stand. Fans titulierten ihn dort wenig zartfühlend als the donkey („der Esel“). Bereits im Februar 1992 endete das schottische Abenteuer für Cascarino, der schließlich nach London zurückkehrte. Dort heuerte er beim FC Chelsea an.
Die hohen Erwartungen konnte Cascarino bei den „Blues“ nicht erfüllen. Ihm sollte nach seinem ersten Treffer beim Debüt am 8. Februar 1992 gegen Crystal Palace (1:1) bis zum Saisonende nur ein einziges weiteres Tor gelingen und die vermeintlich mangelnde Technik sorgte beim eigenen Anhang bereits für großen Unmut – zumal die Viertelfinalniederlage im FA Cup gegen den Zweitligaabstiegskandidaten FC Sunderland für weitreichende Kritik hinsichtlich seiner Chancenverwertung sorgte. Im Sommer 1992 erlitt er zudem eine schwere Knieverletzung, die ihn für den Hauptteil der Saison 1992/93 außer Gefecht setzen sollte. Cascarinos Perspektive beim FC Chelsea verschlechterte sich zudem dadurch, dass Trainer Ian Porterfield drei Stürmer verpflichtete. Bis Februar 1993 war ihm damit der Weg in die Mannschaft versperrt, bis dann Porterfield seinen Stuhl räumen musste und  durch Interimslösung David Webb ersetzt wurde. Unter Webb kam Cascarino wieder vermehrt zu Einsätzen und als er in der Vorbereitung zur Saison 1993/94 mit guten Leistungen auf sich aufmerksam machte, schien er auch unter dem neuen Trainer Glenn Hoddle gute Karten zu besitzen. In der Tat hatte er sich vor allem nach drei Toren in einem Vorbereitungsspiel gegen Tottenham Hotspur den Platz in der Startelf erkämpft und zeigte eine gute Frühform. Eine Mischung aus schnellem Formverlust und Pech in Gestalt einer Serie von Latten- und Pfostentreffern sorgten dann jedoch dafür, dass Cascarino sich genauso schnell wieder aus dem Team spielte und am Ende der Spielzeit ablösefrei nach Frankreich zu Olympique Marseille wechselte. Sein letztes Spiel für den FC Chelsea bestritt er bei der 0:4-Niederlage im FA-Cup-Endspiel gegen Manchester United und stand nach seiner Einwechslung lediglich zwölf Minuten auf dem Platz.
Bei der WM 1994 in den Vereinigten Staaten war er zwar Teil des irischen Kaders, kam aber erst im Achtelfinale gegen die Niederlande zu einem Kurzeinsatz. Nach seiner Einwechslung in der 74. Minute beim Stand von 0:2 konnte er jedoch das Ausscheiden seiner Mannschaft auch nicht mehr verhindern.

### Erfolge in Frankreich (1994–2000)
Olympique Marseille war gerade aufgrund eines Bestechungsskandals für zwei Jahre in die zweite Liga zwangsversetzt worden, aber Cascarino führte sich dessen ungeachtet außergewöhnlich gut in die neue Mannschaft ein. Mit 31 Ligatoren in 38 Punktspielen entwickelte er sich dabei in der Saison 1994/95 genauso zum Top-Torjäger der Ligue 2, wie auch ein Jahr später mit 30 Treffern in 37 Begegnungen. Zusätzlich gewann er mit seinem Team im ersten Jahr die Zweitligameisterschaft und persönlich den Titel als bester Zweitligaspieler der abgelaufenen Saison. Mit Hilfe der Vizemeisterschaft hinter SM Caen stieg Cascarino mit „OM“ nach Ende der Spielzeit 1995/96 in die höchste französische Spielklasse („Ligue 1“) auf.
In der Eliteklasse ließ Cascarino aber seine vormalige Treffsicherheit vermissen. Er erzielte in den ersten neun Ligapartien kein Tor und wechselte im Dezember 1996 zu AS Nancy. Dort gelang ihm bei seinem Einstand auf Anhieb ein Treffer zum 3:0 gegen den AC Le Havre, aber obwohl er sich mit guten Leistungen empfehlen konnte, stieg er mit seinem Klub aus Lothringen ab. Es folgte ein direkter Wiederaufstieg und Cascarino sollte sich vor allem in seinen letzten beiden Erstligajahren einen Namen als erfahrener Sturmführer machen, an dessen Seite sich die jungen Angriffsspieler aus Nancy orientierten. In seinem 38. Lebensjahr erzielte er noch einmal 15 Ligatreffer und konnte damit seine persönliche Bestmarke in der französischen Ligue 1 noch einmal verbessern.
Die letzte Karrierestation im Fußballerleben des Tony Cascarino war der unterklassige Klub Red Star 93 aus Paris. Bereits nach wenigen Wochen und einer Reihe enttäuschender Resultate entschied sich Cascarino dann jedoch dazu, einen Schlussstrich unter seine Profilaufbahn zu setzen. Seine internationale Karriere hatte er bereits im November 1999 beendet, als er beim 0:0 in der Türkei die Qualifikation zur Europameisterschaft verpasste. Insgesamt schoss er in 88 Länderspielen 19 Tore und seine Kopfballstärke war vor allem immer dann gefragt, wenn das Mittelfeld mit hohen und langen Bällen überbrückt werden sollte und/oder wenn in den letzten Spielminuten bei einem Rückstand die „Brechstange“ benötigt wurde.

## Nach dem Fußball
Nach dem Ende seiner aktiven Spielerlaufbahn präsentierte Cascarino an der Seite von Patrick Kinghorn die vorabendliche Radiosendung „Talksport Radio“ und schrieb Kolumnen sowohl in der britischen Zeitung The Times als auch in dem irischen Magazin Hotpress. Eine größere TV-Präsenz sicherte er sich zudem als halbprofessioneller Pokerspieler und -kommentator.
Besondere Aufmerksamkeit erlangte Cascarino mit seiner Autobiografie mit dem Titel „Full Time: The Secret Life of Tony Cascarino“, die vor allem bei den Buchkritikern gute Noten erhielt. Im Vergleich zu vielen anderen Sportlerbiografien erzählte er dabei mit großer Offenheit über seine Spielleidenschaft und die Selbstzweifel, die ihn während seiner gesamten Karriere begleitet hatten. Neben den Schattenseiten des Ruhms und den Auswirkungen auf sein Privatleben machten vor allem seine Schilderungen über die Zeit bei Olympique Marseille Schlagzeilen. Darin beschrieb er, dass ein Leibarzt von Vereinspräsident Bernard Tapie ihm und zahlreichen Mannschaftskameraden eine Spritze mit einer unbekannten Substanz verabreichte. Der damalige Physiotherapeut bescheinigte dies als unbedenklich und beschränkte die Wirkung auf einen „Adrenalinschub“. Cascarino selbst beschrieb sich nach Erhalt der Injektion als „schärfer, energischer und hungriger auf den Ball“ In einer Anekdote gab Cascarino in der Autobiografie zudem an, dass er in Sachen irischer Nationalmannschaft ein „Betrüger“ und „falscher Ire“ gewesen sei. Er begründete dies damit, dass er seine Spielberechtigung für Irland vornehmlich seinem irischen Großvater verdankte. Als seine Mutter ihm jedoch 1996 eröffnete, dass er adoptiert worden sei, „entfiel“ diese Blutsverwandtschaft zu seinem Großvater. Diese persönliche Einschätzung entsprach aber objektiv nicht der gesamten Wahrheit, da er nach der Adoption das Recht auf die irische Staatsbürgerschaft erlangt und somit die Voraussetzungen erfüllt hatte.